# 巻き取り (携帯電話)
電気通信事業における巻き取り（まきとり）とは、電気通信役務提供を停止するために、サービス又は事業者と契約しているユーザーを、他のサービスや事業者への移行を促す措置。この言葉は電話線を巻き取っていくアナロジーから来ており、携帯電話やPHSなどでも使われる。

## 提供者都合によるもの

### 旧世代サービスから新世代サービスへの移行に伴う場合
携帯電話の巻取りとしては最も多いもので、第1世代移動通信システム→第2世代移動通信システム、第2世代移動通信システム/第2.5世代移動通信システム→第3世代移動通信システム、第3世代移動通信システム→第3.9世代移動通信システム/第4世代移動通信システム/第5世代移動通信システムと段階的に実施されてきた。この場合、機種変更代金が通常より安く設定され（無料となる場合もある）、SIMカードを用いない機種では機種手数料も無料化される。
1G→2GはNTT大容量方式が1999年3月31日に、TACS方式が2000年9月30日に終了することで、PDCやcdmaOne（IDO・DDIセルラーグループ（現：KDDI・沖縄セルラー電話連合 各au）のみ）への移行が段階的に進められた。
2G→3Gは第3世代移動通信システムの台頭に伴い、PDCの廃止が段階的に進められた。KDDI・沖縄セルラー電話連合は2003年3月31日に、ソフトバンクモバイル（現：ソフトバンク）は2010年3月31日に、NTTドコモは2008年6月30日限りでシティフォン（シティオ）、2012年3月31日限りでmovaのPDC方式が廃止された。それに伴い、各社ともCDMA 1X/CDMA 1X WIN（後のau 3G）・SoftBank 3G・FOMA/Xiへの移行を進めてきた。このうちソフトバンクモバイルは、2008年3月31日の新規受け付け停止に先立って、2006年10月24日より開始された番号ポータビリティでは、SoftBank 6-2への転入を不可とする措置が取られていた。
3G→4Gはスマートフォン等の台頭に伴い、端末で扱うデータ容量が大幅に増加したことにより、より大容量のデータ通信に適したLTEへの移行が進められている。それに伴い、KDDI・沖縄セルラー電話連合は2022年3月31日を以て3Gサービスを終了、ソフトバンクは2024年1月下旬に、NTTドコモは2026年3月31日にそれぞれ3Gを廃止することを明らかにしており、各社とも4G/5Gへの移行を進めている。

### 周波数再編に伴う場合
KDDI・沖縄セルラー電話連合では800MHz帯再編により、2012年7月22日を以て、2007年夏までに発売された機種（一部を除く）が使用不可となった。これに伴い、無料及び特別価格で機種変更可能な機種の用意及び、au ICカード未搭載機種からの変更の際の機種変更手数料無料化などの措置を取っていた。
これらに関連して、PHSで利用する帯域と2GHz帯の上り帯域の間にガードバンドとして、混線を遮断するための未使用バンドが存在するが、2GHz帯を割り当てられた3事業者が割り当てすべてを使えるようにするためには、ガードバンドをずらす（制御チャネルの移行ともいう）必要があり、この影響で、事業が終了していたドコモPHSやアステルの端末すべて及びウィルコムがかつてのDDIポケット時代に発売した端末のほとんどが、ガードバンドをずらした後の帯域に対応していないため通信不可となり、ずらしたあとの帯域に対応した端末に巻き取る必要があり、利用者や利用ケースによって個別対応となった（主に、ソフトウェアアップデート、預かり修理による変更対応、新ガードバンド対応端末への買い換え優遇、OTAでのアップデート、他が実施された）。DDIポケット時代の末期に発売された端末などの一部の端末は、ファームアップデートで、新ガードバンドに対応した端末として使用可能となったものもあるが、それ以外の端末は使用不可となり、ウィルコムブランド端末への巻き取りが要請されたが、音声端末やデータ端末、自動販売機などにモジュールとして設置されるテレメタリング装置など、影響が多岐にわたり、とりわけ、一部の端末（東芝製のテガッキーなど）については、代替となる商品やサービスがないため、ガードバンド変更を機に、サービス自体がそのまま廃止されたものもあった。2012年の3月から新ガードバンドへの移行作業が開始され、同年5月に完了した。端末の中には、この2ヶ月弱の間で対応作業をしなければならないものも存在した。
2015年12月、ソフトバンクが、1.5GHz帯と1800MHz帯の3G帯域を2017年から2018年にかけて、LTE帯域に転換することを明らかにし、これに伴って、旧イー・モバイルの音声契約（EMOBILE 4G-Sを除く）、3Gデータ契約およびY!mobileブランドのタイプ2契約のスマートフォンが2018年1月31日を以て停波されることが明らかになった。先立って、2015年9月30日を以て、関連するプランの新規の受付が終了されている。
今後、EMOBILE 4G-Sの後継であるタイプ1契約やSoftBankブランドへの移行が促されると見られる（直後に発表されたもののうち、実質無料での機種変更/契約変更とあるのは、端末代金の分割と同額を通信料から割引を行うというもので、MNP新規に対する優遇措置とほとんど変わらず、巻き取りに対する優遇とは言い難い）。また、旧・イー・アクセスの場合は、Y!mobileのタイプ1契約の回線でも使用されている、従来のSoftBankブランドベースの回線では、番号非通知ガードサービス（ネットワーク上での非通知拒否設定）に相当するサービスが2016年3月時点で提供されていないなど、一部で受け皿になり得ない状況も発生している。

### 周波数帯削減によるサービス品質低下に伴う場合
2013年6月からは、イー・アクセス（現：ソフトバンク Y!mobile）がDC-HSDPAサービス向けに利用している帯域の半分をLTE用へ、同年8月中旬以降順次転用し、その後はHSPA+レベルの速度までしか出せなくなることから、LTEとのデュアルモードとなっていない4機種については、巻き取り対象として、EMOBILE LTE（又は、EMOBILE 4G）の端末への買い替えの優遇措置を取り始めた。ただし、HSPA+レベルまでの速度であれば従来通り利用可能であることから、積極的な巻き取りとまではいっておらず、2013年8月現在、同社の回線を利用するMVNO事業者については、巻き取りを行っていないところも存在する。上述のように、2015年12月には、2018年1月末を以てすべての1800MHz帯の帯域をLTEへ転換するため、同帯域での3G自体が停波されることを発表したため、MVNO各社とも何らかの対応を取ることになる見通しである。
ソフトバンク株式会社のSoftBankブランドでは、2017年3月末を目処にULTRA SPEEDで使用している1.5GHz帯をすべてLTEに転用するため、同サービスを停波することになっており、LTE非対応機種については、2GHz帯あるいは900MHz帯の3Gに対応している場合は通信速度の低下が伴い、いずれも対応していない場合は停波を以て使用自体が出来なくなるため、契約変更を伴う巻き取りが順次実施される方向になっている（ULTRA SPEED対応のデータ端末のうち、1800MHz帯対応端末は、本サービス停波と共に速度低下自体は行われ、継続使用はできるものの、上述のように2018年1月末に停波となり、使用不可となるため、併せて巻き取りが実施される）。
また、2014年10月には、UQコミュニケーションズが、翌年春以降モバイルWiMAXの帯域30MHz幅のうち20MHz幅分をWiMAX 2.1（WiMAX 2+）に転用すると発表し、あわせてWiMAX 2+への切り替えキャンペーンを開始したが、MVNO事業者の中には発表直前にWiMAXのキャンペーンを打つところがあるなど、混乱もみられた。将来的には、残る10MHz幅分もWiMAX 2+への転用が計画され、モバイルWiMAXサービス自体が停波される見通しであり、その時点で本格的な巻き取りが行われるものと見られる。

### ネットワーク最適化によるサービス品質低下に伴う場合
2011年9月5日に、ソフトバンクモバイルが、ボーダフォン旧日本法人時代、Vodafone 3Gとして販売した一部端末に関して、同年11月以降に実施されるネットワーク更新に伴う品質低下を理由に、対象機種をSoftBank 001SHないしはSoftBank 740SCに交換・回収を行う措置を取った。対象端末は、Vodafone 902SH、Vodafone 802N、Vodafone 802SE、Vodafone 802SH、Vodafone 703Nとなり、発表から翌年1月までにソフトバンクショップへの持ち込みで実施した。これまでの期間に応じなかった顧客に関しては、改めての交換対応を実施せず、現在は、一般のキャンペーンなどで対応する形を取っている（機種変更・LTEなどへの契約変更手数料に関しては、キャンペーン対象であっても徴収される）。
この他にもVodafone Global Standard端末や初期の段階でVodafone 3Gとして販売された端末については、後述のノキアの端末を含めた回収や巻き取り対象となった端末も比較的多く存在する。

### 事業者の撤退・廃業に伴う場合
携帯電話・PHS事業者がサービスそのものを終了する場合、存続している事業者へ移行させることを「巻き取り」と呼ぶ場合がある。
このタイプの巻取りは、2008年3月31日限りで終了したツーカー（KDDI）や、PHSサービスを終了したアステル・ドコモPHSで実施された。前者は2006年6月30日の新規受け付け終了に先立ち、2005年10月11日からau（KDDI・沖縄セルラー電話連合）への移行手続きを開始した（10月18日 - 11月1日は受付中断）。サービス終了後もau以外へのMNPを2008年6月30日まで、auへの同番移行を2008年9月30日まで実施していた。後者はウィルコム（現：ソフトバンク Y!mobile）への番号や契約期間の引き継ぎ（電話番号の同番継承は、ドコモPHSとアステル沖縄、ならびに全国コールサービスを契約していたアステル東京のみ（全国コールサービスを契約した時点でウィルコムの番号に変更されたため）。契約期間の継承は、沖縄以外のアステル各社の中には、別途の手続を要する場合もあった）のほか、ドコモPHSからmova/FOMAへの移行も優遇されていた（PHSのMNP実施前だったため、電話番号は変更された）。
事業停止ではないが、ソフトバンクの宮内謙社長が、「PHSの新機種はもう無いと思っていただきたい」という趣旨の発言を、2015年10月の新モデル発表の際にしており、2021年1月31日を以て、テレメタリング契約の回線を除いて停波とされた（テレメタリング契約も、将来的には、低速LTE網に変更される予定。また当初は2020年7月31日を以て終了予定だったが、新型コロナウイルス感染症の世界的流行のため延期されていた。）。Y!mobileブランドで出しているPHSからSoftBankブランドへの同番移行に際して、他社からのMNPに次ぐ優遇価格での提供を行っており（旧イー・アクセス契約やY!mobileブランドのスマートフォンは、毎月の割引にとどまらず、基本料金などの面でも優遇は一切行わない状態となっている）、先だってキャリアメールのメールアドレスもそのまま利用可能とする対応をとっている。

## 端末都合によるもの

### 技適失効に伴う場合
ノキアがNTTドコモ及び旧ボーダフォン日本法人向けに発売した端末のうち、旧条件で技適通過した端末については、スプリアスに関する技適要件の経過期間満了に伴って2015年11月30日を以て日本国内での使用が違法状態となるため、ドコモは巻き取りを行って機種変更の優遇措置をとっている。ソフトバンクについては優遇措置を取らず、一般のキャンペーンの利用で他のSoftBank 3G端末への機種変更・LTEスマートフォンへの契約変更を案内する対応をとる（機種変更・契約変更手数料は別途徴収される）。
ドコモの場合は、ノキアの端末はNM850iGのみが対象となるが、他のメーカーでも、モトローラのM1000と富士通のF2611が同様の理由により巻き取り対象となった。
ソフトバンク（発表当時はソフトバンクモバイル）は当初、ノキア全機種を使用不可とする告知を発表していたが、SoftBank 705NK、SoftBank X01NK、SoftBank X02NKは、新条件で技適を通過していたことから、2015年10月22日に巻き取り対象から削除された。
このため、ソフトバンクのノキア端末に関する巻き取り対象は、ボーダフォン時代の全機種とソフトバンクモバイルが発売したNokia N82となった（なお、J-フォン時代までの端末は、前述の理由により、すでに巻き取りが実施されていた)。
なお、ノキアが直接販売した端末（スタンダードバージョン）すべてと、今回の巻き取り対象とならなかったドコモの2機種とSoftBankの3機種は、2015年ではなく2022年11月30日に技適失効となるため、それまでは使用可能となっている。

### サーバ証明書の切り替えに伴う場合
従来、Webサイトでの暗号化通信（SSL/TLS）にはSHA-1によるサーバ証明書が広く用いられてきたが、コンピュータの処理能力向上に伴って証明書のなりすましの可能性が現実的なものとなってきた（危殆化）ため、2016年1月以降はSHA-1によるサーバ証明書の新規発行が停止され、よりセキュリティの強固なSHA-2によるサーバ証明書への切り替えが進められている。しかし、SHA-1証明書しか検証できない古い端末では、SHA-2によるサーバー証明書を利用したWebサイトに接続できなくなることから、通信事業者各社は注意を呼び掛けている。また、サーバ証明書は公衆無線LANのIEEE 802.1X認証にも使われているため、ソフトバンクWi-Fiスポットの証明書切り替えによって一部の機種が接続できなくなることも告知されている。
主に影響を受ける対象となるのはフィーチャーフォンで、ソフトウェア更新により対応する機種もある。NTTドコモではらくらくホンシリーズのみソフトウェア更新による対応を表明し、2011年以前に販売された機種については対応しない。KDDIはKCP+、およびKCP3.x採用機種のみソフトウェア更新による対応を表明し、KCPを含むREX OS採用機種は対応しない。ソフトバンクは法人向けと同一ハードウェア機種のみソフトウェア更新による対応を表明し。それ以外については対応しない。また、Windows MobileやAndroid 2.2.x以前のOSを採用したスマートフォンはOSレベルでSHA-2証明書に対応していない。ブラウザ搭載のPHS端末においては、ウィルコムブランドでは2端末、Y!mobileブランドでは法人向けを含めると3端末、都合5端末のみソフトウェア更新で対応する。
ただし、暗号化の必要がないサイトの閲覧、及び音声通話やSMSは従来通り可能（キャリアメールも、一部で設定変更を除けばほぼ従来通り利用可能）であるため、巻き取り施策は積極的に行っていない。

### 端末の不具合に伴う場合
2015年には、SoftBank 3Gとなってからのものを含めたシャープ製端末で、2016年以降に時計の不具合が発生し、メールの送受信時刻も正しく打刻できないことを理由に、機種変更を勧める告知を行っている。対象端末は、いずれもボーダフォン日本法人からソフトバンクに移行と前後する時期に発売された古い端末であり、ソフトウェア更新に非対応のものも含まれており、いずれも2016年以降のタイムテーブルに対応できないため、機種そのものの使用中止を呼び掛けている形となる。巻き取りは、今般の件に対応した優遇措置をとらず、一般のキャンペーンの範囲で実施する。

## 問題点
携帯電話はあまねく提供が約束されている基礎的電気通信役務（ユニバーサルサービス）はないため、その変更・廃止は提供事業者の判断次第となる。しかし、情報通信は生活インフラの一つとなっているところ、突然の変更・廃止は利用者の生活に大きな影響を及ぼすことがあるため、事前の周知や代替サービスの案内など、十分な配慮が求められる。
電気通信事業法では『電気通信事業者は、電気通信事業の全部又は一部を休止し、又は廃止しようとするときは、総務省令で定めるところにより、当該休止又は廃止しようとする電気通信事業の利用者に対し、その旨を周知させなければならない。』（ただし、利用者の利益に及ぼす影響が比較的少ないものとして総務省令で定める電気通信事業の休止又は廃止については、この限りでない）と定めている（第18条の2）。
民法上、契約とは双方の合意によって結ばれるものであるから、一方が合意を破棄すれば契約はそこで終了となる。この時、利用者の財産上の利益や、事業者の持つ債権の扱いが問題となる。事業者都合でサービスが変更・廃止されると、繰り越していた無料通信分や通信可能データ量、保有ポイントが無効になったり、本来予定していた料金の割引きが適用されなかったり、端末の市場価値が失われたり、割賦代金の期限の利益を喪失する（残債を一括請求される）といった不利益が発生するおそれがある。また、一定期間の契約継続を条件に割引きを行う定期契約割引では高額な契約解除料（違約金）が設定されているが、事業者都合でサービスが変更・廃止された場合の定めがないことがほとんどで、一義的には利用者が支払い義務を負う。
こうした問題に対しては、巻き取りの数年前から新規受け付けを停止して全契約者の残り割引き回数や割賦残債が存在しない状態にしたうえで、サービスの変更・廃止を事前予告することで繰り越しバリューの使い切りを促し、最終的には契約解除料の支払いを免除するといった措置が取られることが多い。これらはあくまで事業者の自主的な取り組みであり、行政による見解や、司法による判断が下された例がなく、ケース・バイ・ケースである。
また、利用者が金銭的な負担なく代替サービスや代替端末に乗り換えできたとしても、これに伴う時間の損失、使い勝手の変化などは、社会的事情の変化に伴うものとして甘受を余儀なくされる。

## 註釈
1. ↑  「WiMAX 2+ 史上最大のタダ替え大作戦」の実施について UQコミュニケーションズ、2014年10月27日（2014年11月2日閲覧）。
2. ↑  WiMAXが下り最大40Mbpsから13.3Mbpsへ、GMO「究極割」はキャンセル受付を開始 INTERNET Watch（インプレス）、2014年10月27日（2014年11月2日閲覧）。
3. ↑  Vodafone 902SH／802N／802SE／802SH／703Nをご利用中のお客さまへソフトバンクモバイル、2011年9月5日(2015年10月30日閲覧)
4. ↑  ドコモからのお知らせ 「F2611」 「M1000」 「NM850iG」をご愛用のお客様へのお知らせNTTドコモ、2014年12月9日(2015年10月30日閲覧)
5. ↑  ノキア製一部機種をご利用のお客さまへ ご利用に関する大切なご案内ソフトバンクモバイル、2015年3月2日(2015年10月30日閲覧) 一部の巻き取り対象端末の削除に関しては2015年10月22日に修正されたとする記述がある。
6. ↑  V-NM701/V801SAをご利用のお客さまへ重要なお知らせソフトバンクモバイル株式会社、2007年9月20日(2015年11月11日閲覧)
7. ↑  ドコモからのお知らせ サーバ証明書の切り替えによるドコモケータイへの影響について 2015年7月15日(2016年2月29日閲覧)
8. ↑  <重要なお知らせ> auケータイをご利用のお客さまへ、サーバ証明書切り替えによる影響について(2016年2月29日閲覧)
9. ↑  SoftBank 3G（携帯電話）をご利用のお客さまへ サーバ証明書切り替えによる影響のご案内(2016年2月29日閲覧)
10. ↑  Y!mobile ケータイをお使いのお客さまへ ～サーバ証明書切り替えによる影響について～2015年7月15日(2016年2月29日閲覧)
11. ↑  ソフトバンクWi-Fiスポットのネットワーク名（SSID):0001softbankの「SHA-2証明書」切替のお知らせ 掲載日：2016年1月4日(2016年2月29日閲覧)
12. ↑  SHARP社製一部携帯電話をご利用中のお客さまへ大切なご案内ソフトバンク株式会社、2015年10月9日(2015年11月8日閲覧)
13. ↑  ソフトバンクのシャープ製フィーチャーフォンの一部で日時表示に不具合ケータイ Watch2015年10月9日11:36(2015年11月8日閲覧)